# رودريغو رامايو
رودريجو راماللو (بالإسبانية: Rodrigo Ramallo)‏ (14 أكتوبر 1990 بسانتا كروز دي لا سييرا في بوليفيا - ) هو مدرب كرة قدم ولاعب كرة قدم بوليفي في مركز الهجوم. شارك مع منتخب بوليفيا لكرة القدم، ورقم الاعب في المنتخب هو 18. أما مع النوادي، فقد لعب مع ذي سترونغيست ونادي خورخي ويلسترمان.

## وصلات خارجية
- رودريغو رامايو على موقع قاعدة بيانات كرة القدم.إي يو (الإنجليزية)
- رودريغو رامايو على موقع ناشيونال فوتبول تيمز (الإنجليزية)
- رودريغو رامايو على موقع Soccerway.com (الإنجليزية)
- رودريغو رامايو على موقع عالم كرة القدم.نت (الإنجليزية)
- رودريغو رامايو على موقع AS.com (الإسبانية)